# Alexander Mierzwa
Alexander Mierzwa (* 4. Juni 1974 in Buxtehude) ist ein ehemaliger deutscher Handballspieler.

## Karriere
Alexander Mierzwa spielte zunächst beim VfL Fredenbeck und bei der HSG Konstanz. Ab 1997 stand der 1,85 Meter große Linksaußen beim Bundesligisten TV Großwallstadt unter Vertrag, mit dem er 2000 den Euro-City-Cup gewann. Ab 2003 lief er für den VfL Gummersbach auf. von wo er 2006 in die Nationalliga A zu Pfadi Winterthur wechselte. In seiner ersten Spielzeit wurde mit 249 Treffern Torschützenkönig. Mit Pfadi gewann er den Schweizer Pokal 2009/10. Ab 2010 war Mierzwa Spielertrainer beim Schweizer Erstligisten HSC Kreuzlingen, mit dem ihm zur Saison 2013/14 der Aufstieg in die Nationalliga B gelang. Am Ende der Saison 2012/13 trat er aus beruflichen Gründen von seinem Amt zurück. Seit dem November 2013 ist er beim HSC Kreuzlingen als sportlicher Leiter tätig.
Alexander Mierzwa bestritt 14 Länderspiele für die deutsche Nationalmannschaft, mit der er an der Europameisterschaft 2000 in Kroatien teilnahm.